# Mil (lengtemaat)
Een mil is in de Verenigde Staten een Angelsaksische lengtemaat, die gelijkstaat aan een duizendste inch (Engelse duim). Een mil komt dus overeen met 25,4 × 10−6 meter (0,0254 mm). Het eenheidssymbool is mil. De term mil wordt bijvoorbeeld gebruikt in het aangeven van de dikte van dun metalen plaatmateriaal of de tolerantie van machinale bewerkingen.
Een andere term die in Engeland gebruikt wordt, is de thou, een afkorting van het Engelse thousands of an inch.
De mil is geen SI-eenheid en het gebruik ervan wordt daarom afgeraden.